# Gabriel Melconian Alvez
José Gabriel Melconian Alvez (7 de julio de 1987) es un nadador olímpico de estilo libre uruguayo, con ascendencia armenia.
Melconian compitió en los Juegos Panamericanos de 2011 en el estilo libre masculino de 50 metros, en el estilo libre masculino de 100 metros y en el relevo masculino de estilo libre de 4 × 100 metros, terminando 9.º, 12.º y 5.º respectivamente.
En los Juegos Olímpicos de verano de 2012, compitió en el estilo libre masculino de 100 metros, quedando en el lugar 35 en la clasificación general, sin clasificarse para las semifinales.